# Марджорі Бултон
Марджорі Бултон (англ. Marjorie Boulton; 7 травня 1924, Теддінгтон — 30 серпня 2017) — англійська письменниця і драматургиня, що писала англійською та мовою есперанто; есперантологиня; одна з найбільш відомих представниць «англійської школи» в есперантській поезії. Член Академії есперанто (1967). Президент тематичної есперантської організації Kat-amikaro та есперанто-клубу ODES в Оксфорді.

## Життєпис
Народилася 7 травня 1924 року, англійка. Навчалася в Оксфордському університеті (Сомервіль коледж); здобула докторський ступінь з літературознавства. За фахом — викладач англійської мови та літератури. З 1949 року — есперантист. Автор понад 20 книг на есперанто й англійською мовою.
У 1998 році ушанована Аленської премії за внесок в есперанто-культуру.

## Літературна діяльність
Перу М. Бултон належать кілька збірників віршів і поем, збірник театральних п'єс «Жінка біля кордону» та ряд прозових творів. М'який гумор, чітка гуманістична спрямованість віршованих мініатюр і поем поетеси висувають її в ряд найбільш талановитих есперантистських поетів.
За публікацією віршів М. Бултон в есперантській періодиці рушила її дебютна поетична збірка «Контральто», видана у 1955 р. При написанні творів, що увійшли в збірку, поетеса надихалася багатим досвідом викладача і мандрівника (вона брала участь, зокрема, у роботі багатьох есперантистських конгресів).
Від збірки до збірки тематика поетичних творів М. Бултон стає все більш різноманітною. Якщо в її збірці «Частинки», були переважно показані проблеми XX століття проблеми, що тривожили людину, то збірка «Сто веселих пісень» складається з віршованих мініатюр, зображають світлі сторони життя і відрізняються тонким гумором.
Улюблений віршований розмір поетеси — п'ятистопний ямб. У своїх поетичних творах вона активно користується дисонансними римами, нанизуючи їх цілими нитками: lumo — amo — komprenemo, mondo — grundo — legendo тощо.
У книгу «Жінка біля кордону» увійшли одноактні п'єси різноманітного змісту — ліричні й трагічні, дидактичні та фантастичні. Успіхом користувалася драма М. Бултон «Бути чи не бути» (есп. Esti aŭ ne esti), що оповідає про страхітливі наслідки війни з застосуванням ядерної зброї й поставлена Угорським есперанто-театром.
В 1960 г. М. Бултон опублікувала англійською мовою «Біографію Заменгофа», де були представлені й до того часу невідомі документи про життя основоположника есперанто. у 1962 р. ця книга вийшла в перекладі на есперанто; історики есперанто-руху відносять її до числа найкращих з чинних біографій Л. Л. Заменгофа.

## Найважливіші твори
- Boulton M. Kontralte. — La Laguna: Stafeto, 1955.
- Boulton M. Cent ĝojkantoj. — Chorleywood, 1957.
- Boulton M. Eroj. — La Laguna: Stafeto, 1959.
- Boulton M. Virino ĉe la landlimo. — Kopenhago, 1959.
- Boulton M. Zamenhof, aŭtoro de Esperanto. — La Laguna: Stafeto, 1962.
- Boulton M. Dekdu piedetoj. — Eastbourne, 1964.
- Boulton M. Okuloj. — La Laguna: Stafeto, 1967.
- Boulton M. Ne nur leteroj de plum-amikoj. — Tyreso: Inko, 2000.